# Andrij Dombrowski
Andrij Anatolijowycz Dombrowski (ukr. Андрій Анатолійович Домбровський, ur. 12 sierpnia 1995 w Kijowie) – ukraiński piłkarz występujący na pozycji środkowego pomocnika.